# Truus Menger-Oversteegen

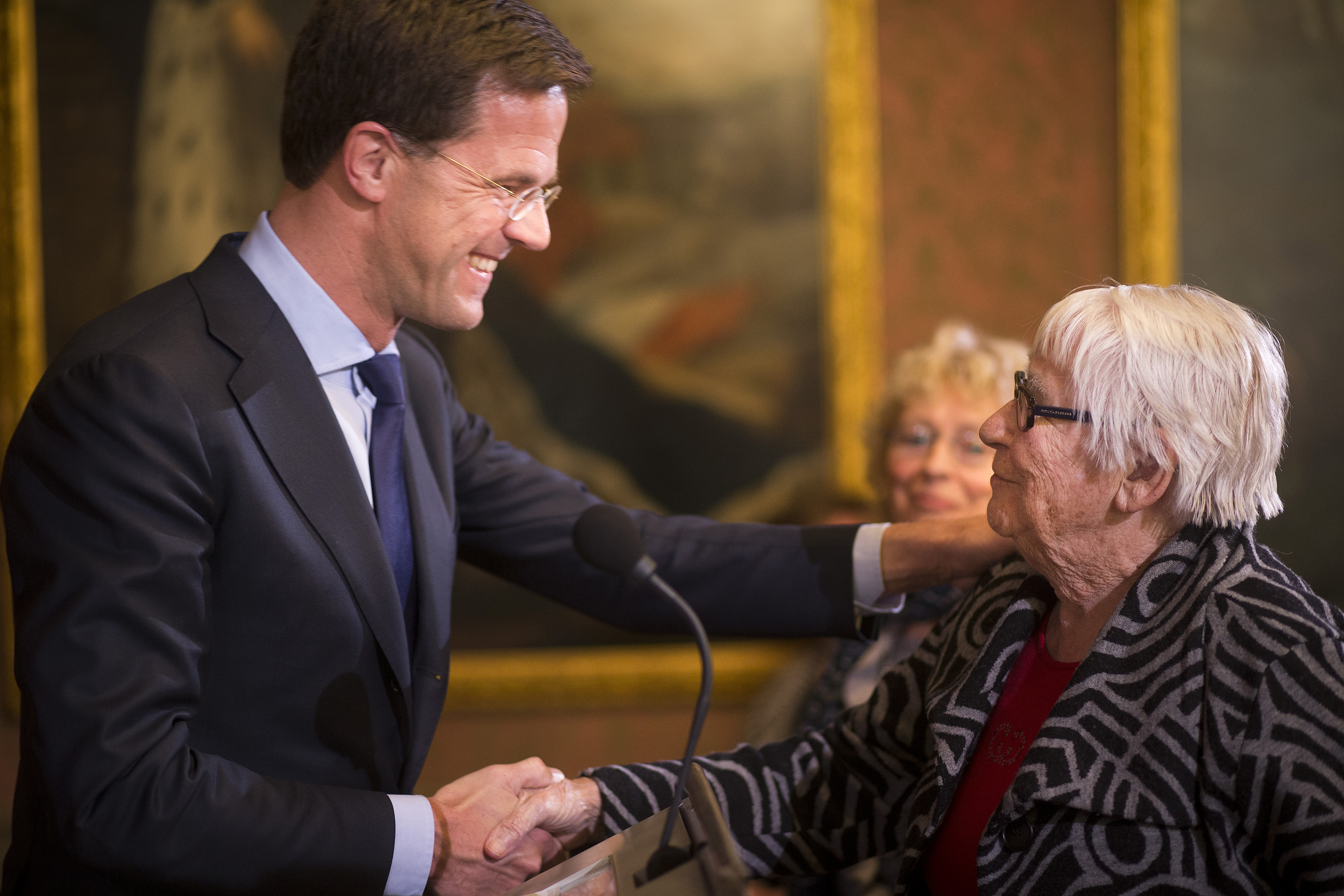
Truus Menger-Oversteegen avec le Mark Rutte en 2014

Trus Menger-Oversteegen, née le 29 août 1923 à Schoten (en) et morte le 18 juin 2016 à Grootebroek, est une résistante, peintre et sculptrice néerlandaise.

## Biographie
Pendant la Seconde Guerre mondiale, elle est membre de la résistance armée anti-nazi néerlandaise, avec sa sœur Freddie Oversteegen et Hannie Schaft,.
Après-guerre, elle se marie à Piet Menger en novembre 1945, avec qu'il elle a quatre enfants. Elle nomme l'aîné d'après Hannie Schaft. Elle raconte régulièrement son expérience de la résistance dans des universités et écoles secondaire, elle y parle également d'antisémitisme et de tolérance. Elle écrit un livre racontant son expérience, Not then, Not now, Not ever, publié en 1982.
Le 10 mai 1967, Yad Vashem reconnaît Truus Menger-Oversteegen comme Juste parmi les nations. Lors de son 75e anniversaire en 1998, elle est faite officier de l'Ordre d'Orange-Nassau pour services rendus à la patrie. Le 15 avril 2014, avec sa sœur, elle reçoit la Croix de guerre de mobilisation des mains du Premier ministre Mark Rutte.

## Distinctions
- Officier de l'ordre d'Orange-Nassau